# Don Buck
Don Buck (nascido Francisco Rodrigues Figueira, ou Randoff Sanfrisco Figuero) (Madeira, 1869 – 5 de agosto de 1917). Era um imigrante português na Nova Zelândia no final do século XIX e início do século XX. Era conhecido por trabalhar com prisioneiros recém libertados a quem ele empregava como seringueiros e por negociar goma para obter lucro.

## Biografia
Figueira nasceu por volta de 1869/1870, em Madeira, Portugal. Figueira viajou para a África do Sul em sua juventude, onde ele fez dinheiro. Em 1892 na idade de 22 anos, ele viajou para a Nova Zelândia a bordo de uma escuna comercial, após ter recebido uma pequena quantia de dinheiro de seu pai. Os moradores de Auckland, incapazes de pronunciar seu nome, decidiram chamar-lhe Don Buck. Ele fez várias tentativas para se estabelecer como um homem de negócios em Auckland, porém nenhuma foi bem sucedida e em 1989 ele havia perdido a maior parte de seus fundos.
A Longa Depressão do final do século 19, fez com que muitos habitantes desempregados da Nova Zeândia encontrassem emprego como seringueiros da borracha Kauri, e inspiraram Figueira a se mudar para o oeste de Auckland à procura do produto. Figueira chegou em Henderson, inicialmente como dono de uma loja em Henderson ao redor de 1898, antes de estabelecer a seringueira e terras agrícolas em Birdwood (agora conhecida como Massey).
Figueira estabeleceu sua seringueira em Birdwood adjacente ao córrego de Swanson, em uma propriedade de cerca de 250 acres. Por volta de 1900, Figueira fez um acordo com os magistrados de polícia dos tribunais de justiça de Auckland, permitindo aos pequenos infratores a opção de passar duas semanas na prisão de Monte Eden ou  duas semanas em sua seringueira. O magistrado concordou com este acordo, devido ao espaço severamente limitado disponível para prisioneiros no Monte Eden. O campo também se tornou o lar de muitos que foram banidos de Auckland, pois os tribunais forneceriam uma passagem de trem para Henderson. O próprio Figueira nunca cavou borracha, concentrando-se em vender borracha, administrar a loja, criar cavalos, cabras, porcos e ovelhas.
Os condenados eram recolhidos a cada duas semanas por Figueira e eram instruídos a construir um barraco em sua chegada ao acampamento. Figueira forneceria alojamento de aluguel e pás alugadas para cavar borracha. Figueira controlava os lucros do acampamento pois os garimpeiros eram obrigados a vender borracha de kauri para ele e comprar  mantimentos fornecidos por ele. Os seringueiros perambulavam pelo oeste de Auckland para coletar borracha, pois haviam poucas cercas ou portões.
Temido por muitos dos moradores de Henderson e Auckland, devido a sua estatura, vestimenta e associação com os presos, Figueira fez esforços para manter relações cordiais com seus vizinhos. Ele se desculpava com os proprietários de terras quando escavadores de borracha invadiam suas terras, ou quando escavadores roubavam moradores da região. Figueira deu apoio aos moradores após um grande incêndio nas montanhas de Waitakere. Ele era bem conhecido pelos moradores de Auckland por suas aparições em Kingsland, onde a cada semana multidões se reuniam para observá-lo enquanto ele comprava suprimentos a granel.
O acampamento era visto como desonroso, especialmente depois de 1905, quando sua reputação de bebedeiras desenfreadas e brigas se intensificou depois que o xerez e o vinho dos vinhedos locais se tornaram mais facilmente disponíveis. Figueira não vendia álcool no acampamento, mas os moradores podiam comprar bebida no município de Henderson. Muitas mulheres de reputação duvidosa, incluindo Tiger Lil, China Nell e Screaming Annie, trabalharam no acampamento ao lado dos homens, fato que escandalizou os moradores locais.
Em novembro de 1912, um seringueiro, William Henry “Harry” Whiteside, foi encontrado morto na lareira de um dos barracos do acampamento, pela residente do acampamento, Barbara Craiga. O legista determinou que a morte ocorreu devido à intoxicação, depois de uma bebedeira de dois dias que estava em andamento no campo. O caso causou clamor público e exigiu que o campo fosse desestabelecido. A escavação de borracha tornou-se menos lucrativa ao longo do tempo à medida que os recursos diminuíram e a área circundante foi subdividida, no entanto, o acampamento sobreviveu como uma comunidade. Em 1913, Figueira finalmente formalizou a titulação das terras com outorga de colonos. Em seus últimos anos, Figueira foi descrito como um viticultor.
Quando os membros do acampamento foram embora, sua saúde se deteriorou.  Figueira sofria de doença cardíaca por volta de 1913/1914 e de hidropsia em 1917. Mais tarde, em 1917, Figueira teve um ataque do coração em sua casa em Birdwood, morrendo alguns dias depois, em 5 de agosto de 1917, no Hospital Severn em Ponsonby. Figueira foi sepultado no cemitério de Waikumete, e suas terras foram vendidas por fiança pública, deixadas a seus irmãos e primos, em Madeira.
Durante sua vida, Figueira foi visto como uma figura polarizadora, fosse como humanitário ou como oportunista, e seu acampamento foi visto como uma praga na região. Com o tempo, Figueira tornou-se uma figura da história popular para os moradores de Auckland. A pesquisadora local e professora Marianne Simpkins, localizou a sepultura de Figueira, e percebendo que sua sepultura não havia sido paga, arrecadou fundos para cobrir os custos e ter uma placa comemorativa para registrar o local anteriormente não marcado em 1972. Em 2011, a placa foi substituída por uma lápide.

## Descrição física
Don Buck era conhecido por sua aparência distinta, era um homem alto e magro com feições escuras e bigode. Ele normalmente usava um chapéu de abas largas, jaqueta preta de veludo na altura da panturrilha, um colete colorido e botas altas de couro. Ele carregava uma pistola em volta do pescoço, e muitas vezes era visto com seu grande garanhão preto. Ele falava inglês com sotaque e vários outros idiomas.

## Comemoração
Don Buck é celebrado com os nomes de Don Buck Road e da Escola Primária Don Buck em Massey, Nova Zelândia. A localização aproximada do acampamento tornou-se Don Buck Corner, a esquina de Don Buck, um parque do bairro. O Huruhuru Creek (sudoeste Te Wai-o-Pareira/Henderson Creek) é conhecido localmente como Don Buck Creek até onde a auto estrada noroeste o cruza.
Um memorial foi inaugurado na Don Buck Corner em Massey, perto do local do acampamento, em agosto de 1978. O salão da Associação de Colonos de Birdwood Massey comemorou o acampamento de Don Buck com um mural desenhado pela artista Mandy Patmore.